# Bossiaea preissii
Bossiaea preissii là một loài thực vật có hoa trong họ Đậu. Loài này được Meissner miêu tả khoa học đầu tiên.